# Indiana Wants Me
Indiana Wants Me es una canción escrita y grabada originalmente por el cantante y compositor canadiense R. Dean Taylor en 1970. Fue editada por Rare Earth, una subsidiaria de Motown Redords y se convirtió en Top Ten en Estados Unidos y el Reino Unido.
La canción está escrita desde el punto de vista de alguien que ha asesinado a un hombre que insultó a su mujer,  además está perdiendo a su familia y se esconde de la policía de Indiana, que finalmente lo encuentra. Taylor escribió la canción después de ver la película Bonnie and Clyde. El disco fue producido por Taylor, y arreglado por él conjuntamente a David Van de Pitte. Fue lanzado por el sello Rare Earth, formado por Motown, en un intento de establecerse en el mercado de música rock. Los sonidos de sirena de la policía en el inicio de los registros fueron retirados de algunas copias suministradas a las emisoras de radio, después de las quejas de algunos conductores que al escuchar la canción, se habían retirado al arcén por error, pensando que los sonidos eran reales.
El sencillo se convirtió en el primer y mayor éxito de Taylor en Estados Unidos, alcanzando el número cinco en el Billboard Hot 100 a finales de 1970. En el Reino Unido alcanzó el número dos en el UK Singles Chart en la primavera de 1971.